# الاتحاد الإفريقي
الاتحاد الإفريقي (اختصاراً AU في اللغة الإنجليزية، وUA في اللغات الرسمية الأخرى) هو منظمة دولية تتألف من 55 دولة إفريقية. تأسس الاتحاد في 9 يوليو 2002 ، متشكلاً خلفاً لمنظمة الوحدة الإفريقية. تُتّخذ أهم قرارات الاتحاد في اجتماع نصف سنوي لرؤساء الدول وممثلي حكومات الدول الأعضاء من خلال ما يسمى بالجمعية العامة للاتحاد الإفريقي. يقع مقر الأمانة العامة ولجنة الاتحاد الإفريقي في أديس أبابا عاصمة أثيوبيا. في اجتماع الجمعية العامة للاتحاد في فبراير 2009 الذي ترأسه الزعيم الليبي معمر القذافي، أعلن عن حل لجنة الاتحاد الإفريقي وإنشاء سلطة الاتحاد الإفريقي.

## نبذة عامة
من بين أهداف مؤسسات الاتحاد الإفريقي الأساسية تسريع وتسهيل الاندماج السياسي والاجتماعي والاقتصادي للقارة، وذلك لتعزيز مواقف إفريقيا المشتركة بشأن القضايا التي تهم القارة وشعوبها، تحقيقاً للسلام والأمن؛ ومساندةً للديمقراطية وحقوق الإنسان. يتكون الاتحاد الإفريقي من جزئين أحدهما سياسي والآخر إداري. ويعرف أكبر صانع للقرارات في الاتحاد الإفريقي بالجمعية العامة، التي تتألف من رؤساء دول الأعضاء أو ممثلي حكوماتها. يرأس حالياً الجمعية العامة رئيس ملاوي بينغو وموثاريكا، الذي اُنْتُخِب في الاجتماع النصف سنوي الرابع عشر للجمعية العامة في يناير 2010. لدى الاتحاد الإفريقي هيئة تمثيلية، أيضاً، فيما يعرف بالبرلمان الإفريقي (برلمان عموم إفريقيا)؛ الذي يتألف من 265 عضواً يُنتخبون من قبل البرلمانات الوطنية لدول الأعضاء والذي يرأسه إدريس موسى. يوجد أيضاً لدى الاتحاد الإفريقي مؤسسات سياسية أخرى، مثل المجلس التنفيذي والذي يضم وزراء خارجية الدول الأعضاء، ومن المهام الرئيسية للمجلس تهئية القرارات لتمريرها للجمعية العامة والهيئة التمثيلية للاتحاد التي تضم سفراء الدول الأعضاء في أديس أبابا. يوجد أيضاً المجلس الاقتصادي والاجتماعي والثقافي (ECOSOCC) والذي يهتم بالناحية المدنية للدول. ويرأس الغابوني جان بينغ لجنة الاتحاد الإفريقي حالياً؛ القائمة لأعمال الهيكلة السياسية في الاتحاد. وتعتبر مدينة أديس أبابا في إثيوبيا هي العاصمة الإدارية والرئيسية للاتحاد الإفريقي، حيث يقع فيها المقر الرئيسي للجنة الاتحاد الإفريقي. ويستضيف عدداً آخر من أعضاء المجلس العديد من الهياكل الأخرى، فعلى سبيل المثال بانجول، يوجد بها المقر الرئيسي للجنة الإفريقية لحقوق الإنسان وحقوق الشعوب. وغامبيا التي تستضيف أمانتي آلية مراجعة النظراء الإفريقية والشراكة الجديدة من أجل تنمية إفريقيا. فضلاً عن البرلمان الإفريقي والذي يقع في مدينة ميدراند الجنوب إفريقية. قام الاتحاد الإفريقي بأول تدخل عسكري له في دولة عضو في مايو 2003، حيث نشر قوة لحفظ السلام هي (بعثة الاتحاد الإفريقي في بوروندي) من جنوب إفريقيا وإثيوبيا وموزمبيق في بوروندي للإشراف على تنفيذ العديد من الاتفاقات العسكرية المختلفة هناك. كما نشر أيضاً الاتحاد قوات لحفظ السلام في السودان في صراع دارفور، وذلك قبل تسلم الأمم المتحدة تلك المهمة في 1 يناير 2008. أيضاً، قام الاتحاد بنشر قوات حفظ سلام من أوغندا وبوروندي في الصومال.
اعتمد الاتحاد الإفريقي عدداً من الوثائق الهامة والتي ترسي معايير جديدة على صعيد القارة السوداء، وذلك لتكملة الوثائق المعمول بها بالفعل عند إنشائها. وتشمل اتفاقية الاتحاد الإفريقي لمنع ومكافحة الفساد (2003) والميثاق الإفريقي للديمقراطية والانتخابات والحكم (2007)، فضلا عن الشراكة الجديدة من أجل تنمية إفريقيا (NEPAD) وما يرتبط بها من الإعلان حول الديمقراطية والسياسية والاقتصاد وحوكمة الشركات.

## العضوية

خريطة للاتحاد الإفريقي. "الدول المعلقة عضويتها تظهر باللون الأخضر الفاتح"

### الأعضاء الحاليون
الأعضاء الحاليون للاتحاد الإفريقي:
| الجزائر · أنغولا · بنين · بوتسوانا · بوركينا فاسو · بوروندي · الكاميرون · الرأس الأخضر · جمهورية إفريقيا الوسطى · تشاد · جزر القمر · ساحل العاج · جمهورية الكونغو الديمقراطية · جمهورية الكونغو · جيبوتي · مصر · غينيا الاستوائية |  | إثيوبيا · إرتريا · الغابون · غامبيا · غانا · غينيا · كينيا · ليسوتو · ليبيريا · ليبيا · المغرب · مالاوي · مالي · مدغشقر · موريتانيا · موريشيوس · موزمبيق · ناميبيا · النيجر · نيجيريا |  | رواندا · ساو تومي وبرينسيب · السنغال · غينيا بيساو · سيراليون · الصومال · جنوب إفريقيا · السودان · إسواتيني · تنزانيا · توغو · تونس · أوغندا · زامبيا · زيمبابوي · الجمهورية العربية الصحراوية الديمقراطية · جنوب السودان |

### إيقاف العضوية وإعادتها
- غينيا—علقت بعد انقلاب عام 2008[15][16]
- مدغشقر—علقت بعد الأزمة السياسة في مدغشقر عام 2009.[17]
- إرتريا—انسحبت بعد أن دعا الاتحاد الإفريقي والأمم المتحدة مجلس الأمن لفرض عقوبات عليها بعد اتهامها بدعم الإسلاميين الصوماليين.[18]
- جمهورية إفريقيا الوسطى—علقت بعد اندلاع حرب إفريقيا الوسطى بين حكومة جمهورية إفريقيا الوسطى وجماعة السيليكا.
- مصر (يوليو 2013- يونيو 2014): عُلّقت في 5 يوليو 2013 نتيجة انقلاب 2013 في مصر الذي أدى للإطاحة برئيس البلاد المُنتخب محمد مرسي.[19][20] وبعد الانتخابات الرئاسية المصرية 2014 تمت عودة العضوية لمصر.[21][22]

### المغرب والاتحاد الإفريقي
لم يشارك  المغرب في تأسيس الاتحاد الإفريقي. ويرجع السبب لانسحاب المغرب من عضوية منظمة الوحدة الإفريقية سلف الاتحاد الإفريقي، في عام 1984، إثر حصول الجمهورية العربية الصحراوية الديمقراطية دعم وتأييد عدداً من الأعضاء للحصول على عضوية المنظمة. وقامت حليف المغرب، زائير بمقاطعة المنظمة لقبول عضوية الجمهورية الصحراوية من 1984 إلى 1986، وكان ذلك خلال رئاسة موبوتو سيسيسيكو.
أعلن ملك المغرب محمد السادس يوم 17 يوليو 2016 بأن الرباط قررت العودة إلى الاتحاد الإفريقي بعدما انسحبت من سلفه منظمة الوحدة الإفريقية في 1984 احتجاجًا على قبول انضمام الجمهورية العربية الصحراوية الديمقراطية ممثلة ب"جبهة البوليزاريو". التي تطالب باستقلال الصحراء الغربية عن المغرب. وقال الملك محمد السادس في رسالة إلى القمة 27 للاتحاد الإفريقي التي انعقدت في العاصمة الرواندية كيغالي بإن "المغرب يتجه اليوم، بكل عزم ووضوح، نحو العودة إلى كنف عائلته المؤسسية، ومواصلة تحمل مسؤولياته بحماس أكبر وبكل الاقتناع". غير أن القمة انتهت من دون صدور أي قرار حول موضوع عودة المغرب.
لينضم المغرب رسميًا للاتحاد في قمة أديس أبابا بتاريخ 30 يناير 2017، بعد تأييد 40 دولة. بعدما صادق البرلمان المغربي على ميثاق الاتحاد الإفريقي.

## منظمات الاتحاد الإفريقي

### الهيئات السياسية
لدى الاتحاد الإفريقي العديد من المؤسسات والهيئات الرسمية.
البرلمان الإفريقي (برلمان عموم إفريقيا)
وهو أعلى سلطة تشريعية في الاتحاد الإفريقي. يقع مقره الرسمي في مدينة ميدراند، جنوب إفريقيا. وهو برلمان يتألف من 265 ممثلًا منتخبًا من جميع الدول ال 53 للاتحاد الإفريقي (52 عضو بالإضافة للمغرب)، يهدف إلى توفير مشاركة للشعب والمجتمع المدني في عمليات الحكم الديمقراطي. ويرأس دورته الحالية التشادي إدريس موسى.
الجمعية العامة للاتحاد الإفريقي
وتتألف من رؤساء الدول الأعضاء وحكوماتها، وهي -حالياً- الهيئة الرئاسية العليا للاتحاد الإفريقي. وتقوم تدريجياً بتفويض بعض من صلاحيات صنع القرار للبرلمان الإفريقي. وتعقد مرة سنوياً ويتم اتخاذ القرارات بالإجماع أو بأغلبية الثلثين. كان الزعيم الليبي السابق معمر القذافي يرأس الجمعية.
مفوضية الاتحاد الإفريقي
هي لجنة تقوم بدور الأمانة العامة للاتحاد الإفريقي، مؤلفةً من عشرة مفوضين وموظفي دعم. ويقع مقرها الرئيسي في أديس أبابا. بطريقة مماثلة لنظيرتها الأوروبية المفوضية الأوروبية، يقع على عاتقها مسؤولية الإدارة وتنسيق أولويات مهام الاتحاد.
المجلس التنفيذي
يتألف من وزراء معينين من قبل حكومات الدول الأعضاء. ويهتم بشؤون مثل التجارة الخارجية، والضمان الاجتماعي، والأغذية والزراعة والاتصالات، ويكون مسؤولًا أمام الجمعية العامة، حيث يقوم بإعداد مواد وقرارات للجمعية العامة لمناقشتها والموافقة عليها.

### الهيئات القضائية
محكمة العدل الإفريقية
تم اعتماد بروتوكول لإنشاء محكمة العدل الإفريقية في 2003. والتي ينص قانونها التأسيسي على البت في الخلافات الحاصلة حول تفسير الأعضاء لمعاهدات الاتحاد الإفريقي. ومن المرجح أن يحل محل هذا البروتوكول بروتوكول لإنشاء محكمة العدل وحقوق الإنسان، والتي تتضمن محكمة العدل الإفريقية والإنسان وحقوق الشعوب الموجودة حالياً، والمتضمنة شقًا قضائيًا للمسائل القانونية وآخر لأحكام معاهدات حقوق الإنسان. مشروع البروتوكول هذا ما زال قيد المناقشة منذ عدة سنوات، غير أنه لم يعتمد حتى الآن.
المفوضية الإفريقية لحقوق الإنسان والشعوب
وقد أنشئت عام 1986 بموجب الميثاق الإفريقي لحقوق الإنسان والشعوب بدلًا من القانون التأسيسي للاتحاد الإفريقي. وقع على عاتق تلك اللجنة منذ إنشائها مسؤولية رصد وتعزيز امتثال الأعضاء للميثاق الإفريقي، حيث تعتبر الذراع الإفريقي الرئيسي لشؤون حقوق الإنسان. وعملاً على تدعيم عمل اللجنة، أنشأ الاتحاد الإفريقي عام 2006 المحكمة الإفريقية لحقوق الإنسان والشعوب، بعد أن نص الميثاق الإفريقي على إنشائها. ومن المقرر أن يتم دمج المحكمة الإفريقية لحقوق الإنسان وحقوق الشعوب مع محكمة العدل الإفريقية.
المفوضية الإفريقية للقانون الدولي

### الهيئات الاقتصادية والمالية
- البنك المركزي الإفريقي (أبوجا، نيجيريا).
- البنك الإفريقي للاستثمار (طرابلس، ليبيا).
- صندوق النقد الإفريقي (ياوندي، الكاميرون).

ولكن حتى الآن، لم ينشأ أي من هذه المؤسسات. بالرغم من أن اللجان التوجيهية للعمل على تأسيسها قد شُكِّلت. ويهدف الاتحاد الإفريقي لتوحيد عملة واحدة (الأفرو) وذلك بحلول عام 2028.

### الهيئات الأخرى
مجلس السلم والأمن الإفريقي
تم اقتراحه في مؤتمر قمة لوساكا عام 2001 وتأسس عام 2004 بموجب بروتوكول القانون التأسيسي الذي اعتمدته الجمعية العامة للاتحاد الإفريقي في يوليو 2002. ويعرف البروتوكول المجلس على أنه المحقق للأمن الجماعي للشعوب، والباعث للإنذارات المبكرة في الوقت الفعال والمناسب للأزمات والصراعات على أرض إفريقيا. ويسند البروتوكول مسؤوليات أخرى إلى المجلس، تشتمل منع وإدارة وتسوية الصراعات، وضع سياسيات للدفاع المشترك، وإعادة بناء وتأسيس السلام بعد انتهاء الصراعات. يضم مجلس السلم والأمن خمسة عشر عضواً ينتخبون على أساس إقليمي من قبل الجمعية العامة. ويتشابه عمل وغرض المجلس مع مجلس الأمن في الأمم المتحدة.
الممثلون الدائمون للجنة الاتحاد الإفريقي
وهم ممثلو المرشحين الدائمين للدول الأعضاء، ويقومون بإعداد المهام للمجلس التنفيذي قبل تحويلها بدوره إلى الجمعية العامة.
المجلس الاقتصادي والاجتماعي والثقافي
هيئة استشارية تتألف من ممثلين مهنيين ومدنيين. انتُخِب المحامي الكاميروني أكيري مونا عام 2008 رئيساً للمجلس الاقتصادي والاجتماعي الثقافي
اللجان الفنية المتخصصة
توجب كل من معاهدة أبوجا والقانون التأسيسي للجان الفنية المتخصصة أن تضم وزراء أفارقة من أجل تقديم المشورة للجمعية العامة للاتحاد الإفريقي. ولكن عملياً، لم تقم أي من تلك اللجان حتى الآن. بالنسبة للمواضيع العشرة المقترحة، فهي على النحو التالي: الاقتصاد الريفي والمسائل الزراعية؛ الشؤون النقدية والمالية، التجارة، الجمارك، الهجرة؛ الصناعة والعلوم والتكنولوجيا، الطاقة والموارد الطبيعية، البيئة، النقل، الاتصالات، السياحة، الصحة، العمل، الشؤون الاجتماعية، التربية والثقافة، والموارد البشرية.
المفوضية الإفريقية للطاقة

## الموقف من الشتات
ينص القانون التأسيسي للاتحاد الإفريقي أنه يجب "دعوة وتشجيع المشاركة الكاملة من جانب أفارقة الشتات من أجل بناء الاتحاد الإفريقي، كجزء هام من القارة". عرفت قوانين الاتحاد الإفريقي الشتات الإفريقي بأنه "أي شخص على استعداد للمساهمة في تنمية قارة إفريقيا وبناء الاتحاد الإفريقي، من أصول إفريقية ويعيش خارج القارة، بصرف النظر عن جنسياته ومواطنته"،

## قضايا راهنة
يواجه الاتحاد الإفريقي العديد من التحديات الراهنة، بدءًا من قضايا الصحة ومكافحة الملاريا وفيروس نقص المناعة البشرية ومتلازمة العوز المناعي المكتسب؛ والقضايا السياسية مثل المحاربة السلمية للأنظمة الغير ديمقراطية وانتشار الحروب الأهلية، بالإضافة للمسائل القانونية المتعلقة بالصحراء الغربية؛ والقضايا والتحديات الاقتصادية والاجتماعية في رفع مستوى معيشة الملايين من الأفارقة الفقراء الأميين، غير مشاكل المجاعات المتكررة وقضايا البيئة ومشاكلها من تصحر وعدم استدامة بيئية وغيرها.

### حكومة الاتحاد
كان محور نقاش قمة الاتحاد الإفريقي المعقودة في العاصمة الغانية أكرا في يوليو 2007 هو إقامة حكومة الاتحاد، وذلك بهدف التحرك نحو الولايات المتحدة الإفريقية. وكانت قد كشفت دراسة في أواخر 2006 حول حكومة الاتحاد الإفريقية، مقترحة خيارات مختلفة لما وصفته "إكمال" مشروع الوحدة الإفريقي. وأدت تلك المقترحات إلى انقسام في التأييد للدول الأعضاء، فقسم -وخصوصاُ ليبيا- يدعو إلى تشكيل حكومة مشتركة بجيش واحد لتكون إفريقيا دولة واحده ذات سيادة؛ وقسمٌ آخر (خصوصاُ الدول الجنوبية) يدعو بدلًا عن ذلك لتعزيز ودعم هياكل الاتحاد الإفريقي الحالي، مع بعض الإصلاحات للتعامل مع التحديات السياسية والإدارية وذلك بجعل لجنة الاتحاد الإفريقي ذات فعالية أعلى.
وبعد مناقشات محتدمة في اجتماع أكر، وافقت الجمعية العامة للاتحاد على إصدار إعلان لاستعراض الحالة الراهنة للاتحاد الإفريقي وذلك بهدف معرفة مدى استعداد الاتحاد لإقامة حكومة الاتحاد. وعلى وجه الخصوص، وافقت الجمعية على ما يلي:
- تسريع عملية التكامل الاقتصادي والسياسي للقارة، بما في ذلك تشكيل حكومة الاتحاد في إفريقيا.
- إجراء مراجعة لعمل مؤسسات وأجهزة الاتحاد الإفريقي، واستعراض العلاقة بين الاتحاد الإفريقي والمجموعات الاقتصادية الإقليمية الأخرى. وإيجاد سبل لتعزيز ترابط الاتحاد ووضع جدول زمني لإنشاء حكومة الاتحاد الإفريقي.

وأشير في نهاية الإعلان إلى "أهمية اشتراك الشعوب الإفريقية -بما في ذلك الأفارقة في الشتات-، في عمليات بناء وتشكيل حكومة الاتحاد.
في أعقاب هذا الإعلان، تم تعيين فريق من الشخصيات البارزة لإجراء "مراجعة حسابات" لأعمال لجان ومؤسسات الاتحاد. بداء فريق المراجعة العمل في 1 سبتمبر، 2007. وقدمت هذه المراجعة إلى الجمعية العامة في قمة في يناير 2008 في أديس أبابا. بالرغم من عدم اتخاذ أي قرار بشأن هذه المراجعة، شٌكلت لجنة من عشرة رؤساء دول مهمتها النظر في تلك المراجعات والتوصيات وتقديم تقرير في قمة يوليو 2008 المنعقدة في مصر. وقد أجلت المناقشة في تلك القرارات مرة أخرى لقمة يناير 2009 في أديس أبابا على أن تكون المناقشة النهائية في تلك القمة.

### دور المجموعات الاقتصادية الإقليمية
الأولوية النسبية هي واحدة من أهم مناقشات الاتحاد الرئيسية، وذلك من أجل تحقيق أكبر قدر من التكامل القاري. وينبغي أن تعطي الأولوية لتكامل القارة ككيان واحد، أو للتكامل بين المناطق الفرعية. أسفرت خطة لاغوس لعمل التنمية في إفريقيا سنة 1980، ومعاهدة 1991 لإنشاء الجماعة الاقتصادية الإفريقية (المعروفة أيضاً باسم معاهدة أبوجا) عن إنشاء المجموعات الاقتصادية الإقليمية (RECs) كأساس للتكامل الإفريقي، مع جدول زمني لتحقيق التكامل الإقليمي ومن بعده التكامل القاري.
حاليا، هناك ثمانية مجموعات اقتصادية إقليمية معترف بها من قبل الاتحاد الإفريقي، أنشئت كل واحدة منها بموجب معاهدة إقليمية منفصلة. وهم:
- اتحاد المغرب العربي (المغرب العربي)
- السوق المشتركة لشرق وجنوب إفريقيا (الكوميسا)
- تجمع دول الساحل والصحراء (س ص)
- مجموعة شرق إفريقيا (كوميسا)
- المجتمع الاقتصادي لدول شرق إفريقيا (الجماعة)
- المجتمع الاقتصادي لدول غرب إفريقيا (ايكواس)
- الهيئة الحكومية للتنمية (إيغاد)
- جماعة التطوير الجنوب إفريقية (سادك)

تتداخل عضوية العديد من الجمعيات مع بعضها، وما زالت عملية تقليلهم وترشيدهم التي شكلت الموضوع الرئيسي لقمة بانجول في 2006، قيد المناقشة منذ عدة سنوات. وفي قمة أكرا قررت الجمعية العامة أخيراً اعتماد بروتوكول بشأن العلاقات ما بين الاتحاد الإفريقي والمجموعات الاقتصادية الإقليمية. يهدف البروتوكول إلى تسهيل التنسيق بين السياسات وضمان امتثال الدول لمعاهدة أبوجا وخطة عمل لاغوس ضمن أطر زمنية محددة.

### اختيار كرسي الرئاسة

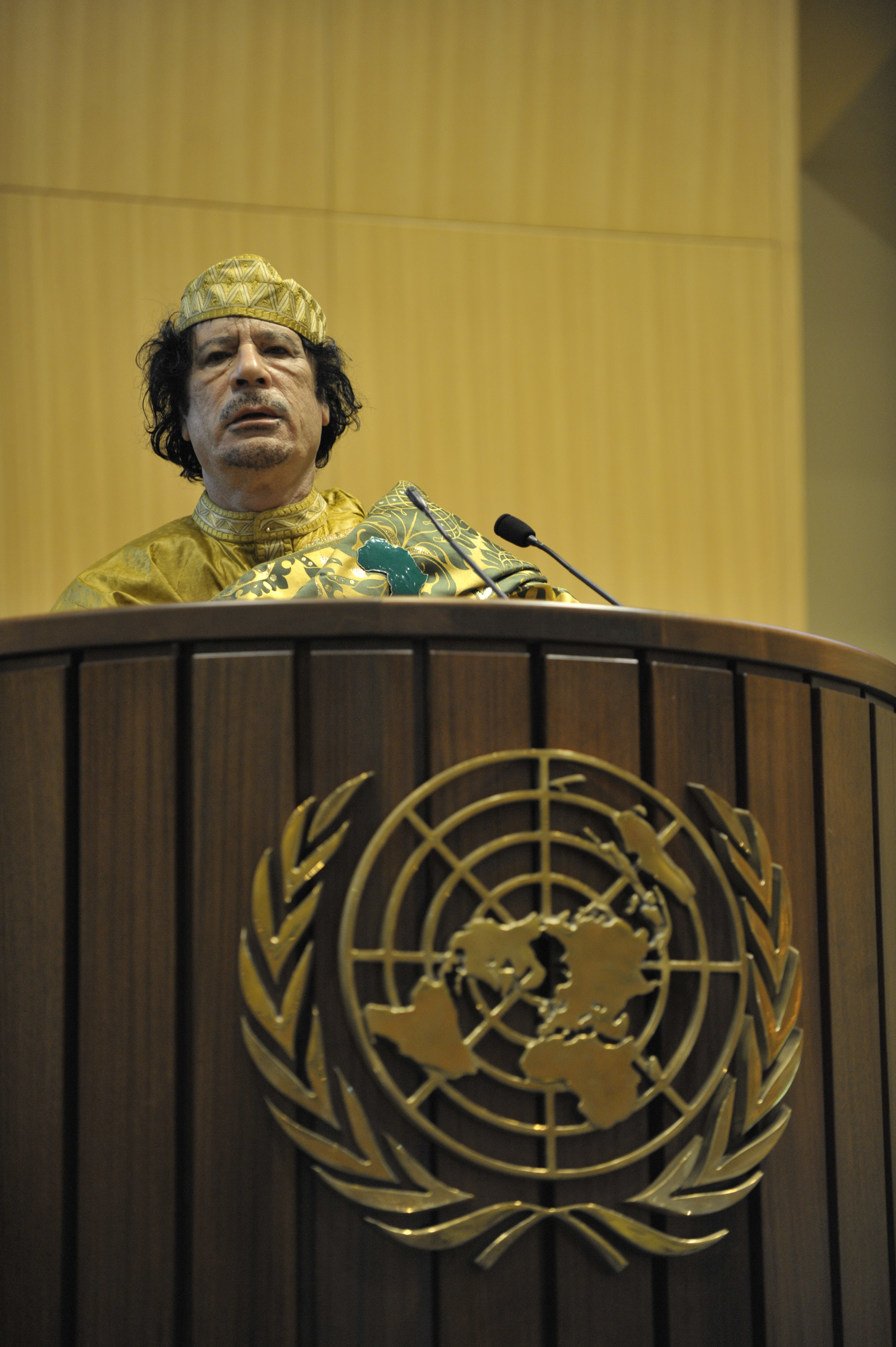
معمر القذافي في القمة الثانية عشر للاتحاد بعد تصويت الجمعية العامة له بمقعد الرئاسة

في عام 2006، قرر الاتحاد الإفريقي إنشاء لجنة "للنظر في تنفيذ نظام التناوب بين المناطق" في ما يتعلق بالرئاسة. وقد نشب خلاف في القمة التي عقدت في يناير 2006 عندما أعلن السودان ترشحه لرئاسة الاتحاد الإفريقي، بصفته ممثلاً لمنطقة شرق إفريقيا. حيث رفضت العديد من الدول الأعضاء دعم السودان بسبب التوترات بشأن دارفور. وبعد ضغطٍ كبير، سحب السودان الترشيح وأنتخب الكونغلي دنيس ساسو نغيسو رئيس جمهورية الكونغو لمدة عام واحد. وفي 2007، احتفلت غانا بذكرى مرور 50 عاماً على استقلالها، وكدعم رمزي من الاتحاد الإفريقي أعطي الرئيس الغاني جون اجيكوم كوفور مقعد الرئاسة بالإضافة لاستقبال غانا لقمة منتصف 2007 التي نوقش بها اقتراح إنشاء حكومة الاتحاد. بالرغم من ذلك، حاولت السودان مرة أخرى الحصول على المقعد، ولكن قوبل الطلب بالرفض مرة أخرى من العديد من الأعضاء. وحصل الرئيس التنزاني جاكايا كيكويتي على كرسي الرئاسة في يناير 2008، ممثلاً لمنطقة شرق إفريقيا، وبذلك، تنتهي آمال السودان في الحصول على كرسي الرئاسة؛ حتى يعود التناوب إلى منطقة شرق إفريقيا. ترأس ليبيا حالياً الاتحاد.

### زيمبابوي
نوقشت الأزمة الساسية في زيمبابوي من قبل كل من الاتحاد الإفريقي وأيضاً في جماعة التطوير الجنوب إفريقية. وعلى المستوى الإفريقي، تم التركيز بشكيل كبير على الوضع في زيمبابوي بالمناقشات التي دارت في المجلس التنفيذي بخصوص تقرير اللجنة الإفريقية لحقوق الإنسان وحقوق الشعوب، في ضوء انتهاكات حقوق الإنسان في زيمبابوي والتي كانت موضوعاً رائداً منذ بداية الألفية الثانية. وقد شكلت زيمبابوي محوراً رئيسياً للمناقشة في قمة يوليو 2008 المنعقدة في شرم الشيخ، مصر. بدعاوي بعض الأعضاء، مثل السنغال وبنين وبوركينا فاسو وزامبيا وبوتسوانا ونيجيريا وكينيا لاتخاذ إجراءات حازمة ضد زيمبابوي في ضوء الأحداث الحاصلة في الجولة الثانية من الانتخابات الرئاسية التي أقيمت في يونيو. وعلى ضوء ذلك أيضاً، دعا رايلا أودينغا، رئيس وزراء كينيا إلى تعليق عضوية زيمبابوي وممثلها روبرت موجابي في الاتحاد الإفريقي.

رمز التضامن مع مرضى الأيدز وأهاليهم

 ومع كل هذه الضغوط، لم يصدر أي قرار بشأن تطبيق أي عقوبات ضد حكومة روبرت، بل اكتفت بمجرد حث الطرفين الرئيسين في زيمبابوي إلى التفاوض لإيجاد حل سلمي لخلافاتهما.

### الإيدز في إفريقيا
من أخطر القضايا التي تواجه إفريقيا في الفترة القادمة هي الانتشار السريع والمخيف لفيروس نقص المناعة البشرية (بالإنجليزية: HIV) ووباء الأيدز (بالإنجليزية: AIDS). فجنوب الصحراء الإفريقية الكبرى، وخصوصاُ الجنوب الإفريقي، يعد أكثر المناطق المتضررة بالوباء في العالم، حيث بدأت العدوى في إزهاق ملاين الأرواح أكثر من ذي قبل وفي الوقت الذي تظهر به الإحصائيات انتشار الفيروس وجود تحدي حقيقي، أكثر من 20 % من السكان النشطين جنيساً في العديد من البلدان الجنوبية ربما يكونون مصابين؛ حيث من المتوقع انخفاض في متوسط العمر للفرد بمعدل ست سنوات ونصف في كلٍ من جنوب إفريقيا وبوتسوانا وكينيا وناميبيا وزيمبابوي. وبكون جنوب إفريقيا تشكل 30 % من اقتصاد الاتحاد الإفريقي،[بحاجة لمصدر] يهدد ذلك الفيروس بدرجة كبيرة نمو الناتج المحلي الإجمالي، وبالتالي، يهدد انخفاض الايدي العاملة التجارة الداخلية والخارجية للقارة.

## التدخلات لدعم الدستورية

### التوغو
رداً على قتل غناسينغبي إياديما، الرئيس السابق لجمهورية التوغو، وصف الاتحاد الإفريقي تولي ابنه فور غناسينغبي بالانقلاب العسكري. ووفقاً لدستور الدولة، في حالة وفاة رئيس الجمهورية يخلفه رئيس البرلمان. الذي يتوجب عليه الدعوة لإجراء انتخابات رئاسة جديدة في غضون ستين يوم. الأمر الذي لم يحدث فقوبل باحتجاج من جهة الاتحاد الإفريقي مما أجبر غناسينغبي على إجراء انتخابات. وبعد انتخابات أحدثت الكثير من الجدل من ناحية شفافيتها ونزاهتها، انتخب غناسينغبي رسمياً يوم 4 مايو، 2005.

### موريتانيا
علق الاتحاد الإفريقي عضوية موريتانيا في عضوية جميع مؤسساته بسبب الانقلاب الحاصل في 3 أغسطس، 2005. ووعد المجلس العسكري الذي تولى السيطرة على الحكم بإجراء انتخابات في غضون سنتين. وبالفعل عقدت الانتخابات في أوائل 2007. وفي أعقاب الانتخابات، استعيدت عضوية موريتانيا في الاتحاد الإفريقي. وفي 6 أغسطس 2008، أطاح انقلاب عسكري جديد بقيادة الجنرال محمد ولد عبد العزيز بالحكومة المنتخبة في 2007. الشيء الذي أوجب على الاتحاد الإفريقي تعليق عضوية موريتانيا مرة أخرى لعدم اعترافه بشرعية الانقلاب. رُفع التعليق مرة أخرى في عام 2009 بعد أن وافق المجلس العسكري مع المعارضة على تنظيم الانتخابات.

## الصراعات الإقليمية والتدخلات العسكرية
"تعزيز السلام والأمن والاستقرار في القارة" هو أحد أهم أهداف الاتحاد الإفريقي. و"الحل السلمي للنزاعات بين الدول الأعضاء من خلال الوسائل المناسبة التي قد تقررها الجمعية العامة"، هي أول طريقة متبعة في تطبيق ذلك الهدف. ويناط بمجلس السلام والأمن تنفيذ تلك المبادئ والأهداف، باعتباره الهيئة الرئيسية لتنفيذ ذلك. من بين السلطات الممنوحة لمجلس السلام والأمن، هي تصريح بإرسال بعثات للسلام، لفرض عقوبات في حالة حدوث أي تغير غير دستوري للحكومة، و"اتخاذ المبادرات والإجراءات الذي يراها المجلس مناسبة" لدرء أي نزاعات على وشك الحدوث، أو إيقاف نزاعات حدثت بالفعل. مجلس السلام والأمن هو هيئة لصنع القرار في حد ذاته، وقراراته ملزمة للدول الأعضاء.
تعطي المادة 4 (ح) من القانون التأسيسي للاتحاد الإفريقي، والمادة 4 من البروتوكول التأسيسي لمجلس السلام والأمن الحق للاتحاد في التدخل في أي دولة من الدول الأعضاء في حالات جرائم الحرب والإبادة الجماعية وجميع الجرائم التي يجدها الاتحاد ضد الإنسانية. ويتوجب أن تدلي الجمعية العامة بناءً على توصية من مجلس السلام والأمن بالقرار بالتدخل، ولا يقبل أي قرارات غير هذه؛ لما جاء في نفس المادة من القانون التأسيسي للاتحاد.
منذ اجتماع مجلس السلام والأمن الأول في 2004، نشط المجلس في ما يتعلق بالأزمات في دارفور، جزر القُمر، الصومال، جمهورية الكونغو الديمقراطية، بوروندي، كوت ديفوار وغيرها من البلدان. فقد اتخذ قرارات نشر قوات حفظ سلم للاتحاد الإفريقي في الصومال ودارفور، وفرض عقوبات على الأشخاص المهددين للسلام والأمن (مثل حظر السفر وتجميد الأصول المالية لزعماء التمرد في جزر القُمر). ويعمل المجلس على الإشراف على إنشاء "قوة الاستعداد الإفريقية" ليكون بمثابة قوة حفظ سلام دائمة للقارة.

### دارفور، السودان
في ضوء النزاع الدائر في دارفور في السودان، نشر الاتحاد الإفريقي ما يقارب 000 7 فرد أغلبهم من رواندا ونيجيريا كقوة لحفظ السلام في المنطقة. بعد أن ساعد مؤتمر المانحين في أديس أبابا، 2005
. على الرغم من أن مؤتمر المانحين ، الذي عقد في أديس أبابا في عام 2005 ، جمع الأموال لقوات حفظ السلام للعام الحالي والعام المقبل ، أعلن الاتحاد الإفريقي خلال عام 2006 ، انسحاب الجنود في نهاية سبتمبر من هذا العام - وهو التاريخ الذي تنتهي فيه ولايته. انتقد الدكتور إريك ريفز قوات حفظ السلام لقولهم إنهم كانوا في كثير من الأحيان غير فعالين بسبب نقص الأموال والموظفين والخبرات. جعل حجم المنطقة المراد مراقبتها ، أي حجم فرنسا تقريبًا ، من المر صعبا لدعم مهمة فعالة. في يونيو 2006 ، منح الكونغرس الأمريكي 173 مليون دولار لدعم قوات الاتحاد الإفريقي. دعت شبكة التدخل في الإبادة الجماعية الأمم المتحدة أو الناتو إلى التدخل لزيادة و/ أو استبدال قوات حفظ السلام التابعة للاتحاد الإفريقي. نظرت الأمم المتحدة في نشر قوات حفظ السلام ، لكنها لم تتدخل حتى في أكتوبر 2007.
في يوليو 2009 ، توقف الاتحاد الإفريقي عن التعاون مع المحكمة الجنائية الدولية ، ورفض الاعتراف بمذكرة الاعتقال الدولية التي أصدرها ضد الزعيم السوداني عمر البشير بتهمة ارتكاب جرائم حرب وجرائم ضد الإنسانية. لم يشرع الاتحاد في إلقاء القبض عليه أثناء زياراته في الدول الأطراف في نظام روما الأساسي ويرجع ذلك ، على وجه الخصوص ، إلى العلاقات المتوترة بين الاتحاد الإفريقي والمحكمة الجنائية الدولية. والحقيقة أن الأخيرة ترى شرعيتها موضع تساؤل من قبل اتهامات استعمارية لا تلاحق الا الأفارقة.

### الصومال
كانت الصومال منذ بداية تسعينات القرن الماضي وحتى وقتٍ قريب بلا حكومة مركزية حقيقة. وقد وقعت اتفاقية سلام تهدف إلى إنهاء الحرب الأهلية التي اندلعت في أعقاب انهيار نظام سياد بري، في 2006 بعد سنوات عديدة من محادثات السلام. وبالرغم من ذلك، ظلت الحكومة الجديدة مهددة بالمزيد من العنف. لذلك، نشر الاتحاد الإفريقي قوة حفظ سلام مكونة من حوالي 8000 فرد في مقديشيو، كتدعيم عسكري للحكومة الجديدة التي بدأت عملها في مارس 2007.

### أنجوان وجزر القمر
أنتخب محمد بكر، قائد الحكومة الانفصالية منذ 2001، رئيساً لجزيرة أنجوان لمدة خمس سنوات. وبعد انتهاء فترة رئاسته في 14 أبريل، 2007، ترأس حومادي كامبي بالوكالة في الفترة من 15 أبريل إلى 10 مايو، بصفته رئيس البرلمان وفقاً للدستور لحين تحديد رئيس جديد للجزيرة. وأرجأ الاتحاد الإفريقية وحكومة الاتحاد الانتخابات بسبب أنباء وردت عن وجود مخالفات وترهيب للمصوتين في الفترة التي سبقت التصويت. ولكن الرئيس السابق محمد بكر استمر في إجراءات الانتخابات متحدياً الاتحاد الإفريقية وحكومته، وفاز بتلك الانتخابات فوزاً ساحقاً بنسبة 90 %، وذلك في 11 مايو، 2007.
في أكتوبر 2007، فرض الاتحاد الإفريقي عقوبات على ضوء ما حدث، فنفذ حصار بحري على الجزيرة، وحظر سفر محمد بكر وغيره من المسؤولين الحكوميين وجمدت ارصدتهم المالية الأجنبية ودعا لإجراء انتخابات جديدة. واعترضت جزر القُمر في فبراير 2008 على تمديد العقوبات على الجزيرة، ودعت بدلاً عن ذلك للتدخل العسكري الفوري لحل تلك الأزمة. وبالفعل، في مارس 2008، تجمع مئات من قوات الاتحاد الإفريقي في موهيلي، التي تعتبر أقرب منطقة لجزيرة أنجوان. وقدم السودان والسنغال قوات عسكرية تكونت من 750 جندي، في حين قدمت ليبيا الدعم اللوجستي للعملية. بالإضافة إلى 500 جندي تنزاني أرسلوا بعد بدء العملية بفترة وجيزة.
في 25 مارس، 2005، غزت قوات الاتحاد الإفريقي جزيرة أنجوان، وحققت الأهداف المرجوة وأزاحت محمد بكر عن الحكم.

### بوروندي
تم نشر قوة لحفظ السلام من جنوب إفريقيا وإثيوبيا وموزمبيق في بوروندي للإشراف على تنفيذ العديد من الاتفاقات العسكرية المختلفة هناك.

## الاقتصاد
بحساب جميع الدول الأعضاء في الاتحاد الإفريقي ككيان واحد، يحتل الاتحاد الإفريقي المركز السابع عشر دولياً آتياً بعد هولندا من ناحية حجم الاقتصاد، حيث يبلغ الناتج الإجمالي المحلي الاسمي 500 مليار دولار. ومن خلال قياس الناتج الإجمالي المحلي بنسبة تعادل القوة الشرائية، يحتل الاتحاد الإفريقي المركز الخامس عشر بعد البرازيل بمجموع اقتصاد يبلغ 1.515 تريليون دولار. وفي نفس الوقت، تدان أعضاء الاتحاد الإفريقي بديون تصل إلى 200 مليار دولار.
تشمل أهداف الكونفدرالية الإفريقية في المستقبل إنشاء منطقة تجارة حرة، اتحاد جمركي، سوق واحد، مصرف مركزي قاري، بالإضافة لتوحيد العملة على مستوى القارة؛ وبالتالي، تأسيس اتحاد اقتصادي نقدي. تحدد الخطة الحالية للاتحاد، إنشاء الجماعة الاقتصادية الإفريقية وإصدار عملة موحدة بحلول عام 2023.

## اللغات
وفقاً لما ذكر في القانون التأسيسي للاتحاد الإفريقي، فإن لغات العمل للاتحاد هي: العربية، الأنجليزية، الفرنسية، والبرتغالية، وكذلك اللغات الإفريقية "إذا أمكن". وعدل بروتوكول تعديل القانون التأسيسي الذي اعتمد في 2003 بإضافة الإسبانية والسواحلية و"أي لغة إفريقية أخرى"، وتغير وصف تلك الست لغات من لغات العمل إلى اللغات الرسمية للاتحاد الإفريقي -لكنه لم يدخل حيز التنفيذ حتى الآن. عملياً، ترجمة وثائق الاتحاد الإفريقي، وحتى إلى الأربع لغات المستخدمة حالياً، يسبب تأخيراً وصعوبات في تنفيذ الأعمال.
وتشجع الأكاديمية الإفريقية للغات، التي تأسست عام 2001 على استخدام اللغات الإفريقية بين شعوب القارة حرصاً على عدم انقراضها.

## الجغرافيا
تغطي مساحة الدول الأعضاء في الاتحاد الإفريقي تقريباً مجمل مساحة قارة إفريقيا، بالإضافة إلى العديد من الجزر البعيدة عن السواحل. لذلك، يصعب وصف جغرافيا الاتحاد الإفريقي في وصفٍ واحد، فيوجد على أرض القارة، أكبر صحراء حارة في العالم (الصحراء الكبرى)، ومساحات ضخمة من الغابات والسافانا، وفيها أيضاً أطول أنهار العالم (النيل).
تبلغ مساحة الاتحاد الإفريقي في الوقت الحاضر 29.922.059 كم ²، وتمتد سواحلة على طول 24، 165 كيلومترا. أغلب تلك المساحة، هي موجودة فعلياً على أرض القارة، في حين تشغل جزيرة مدغشقر (باعتبارها رابع أكبر جزيرة في العالم) ما يقارب 2 % من مجموع مساحة القارة.

## العلاقات الخارجية
تنسق كل الدول الأعضاء في الاتحاد الإفريقي سياستها الخارجية من خلال الاتحاد نفسه، حيث يعمل الاتحاد الإفريقي على النظر لمصالح تلك الدول على أساس كل حالة. ويمثل الاتحاد الإفريقي مصالح الشعوب الإفريقية في منظمات دولية كثيرة، فمثلاً، لدى الاتحاد الإفريقي صفة "مراقب دائم" في الجمعية العامة للأمم المتحدة. ويعمل كل من الاتحاد الإفريقي والأمم المتحدة جنباً إلى جنب لمعالجة القضايا ذات الاهتمام المشترك في شتى المجالات. وينصب علم بعثة الاتحاد الإفريقي في الأمم المتحدة أن تكون بمثابة الجسر بين المنظمتين.
تتشارك مصالح عضوية الاتحاد الإفريقي مع كثير من المنظمات الدولية الأخرى، وأحياناً، ينسق الاتحاد وتلك المنظمات مسائل كثيرة تتعلق بالسياسة العامة. ولدى الاتحاد تمثيل دبلوماسي عالي المستوى مع الولايات المتحدة والاتحاد الأوروبي.

## التاريخ
تعود الأسس التاريخية للاتحاد الإفريقي إلى نشأة "اتحاد الدول الإفريقي"، وهي منظمة صغيرة أسسها كوامي نكروما في ستينات القرن الماضي، كما كانت قد ظهرت العديد من المحاولات الأخرى لتوحيد القارة، فتأسست "منظمة الوحدة الإفريقية" في 25 مايو، 1963، و"الجماعة الاقتصادية الإفريقية" في 1981. وانتقد البعض قائلاً إن مجهود منظمة الوحدة الإفريقية في حماية حقوق وحريات الشعوب الإفريقية من قياداتهم السياسية لم يكن كافياً، ووصفوها "بنادي الطغاة".
ولدت فكرة إنشاء الاتحاد الإفريقي في منتصف التسعينات، تحت قيادة زعيم ليبيا السابق معمر القذافي؛ وقد دعا رؤساء الدول الإفريقية بعد "إعلان سرت" -الذي سُمي على اسم مدينة سرت، ليبيا- في 9 سبتمبر، 1999 إلى إنشاء الاتحاد الإفريقي. وقد أعقب ذلك الإعلان العديد من القمم لإنجاز ذلك المشروع، ففي عام 2000 أقيمت قمة في لومي، والتي اعتمد فيها القانون التأسيسي للاتحاد. واعتمدت الخطة لتنفيذ الاتحاد الإفريقي في قمة لوساكا في سنة 2001. وفي نفس الوقت، تم تنفيذ مبادرة إنشاء الشراكة الجديدة من أجل تنمية إفريقيا (NEPAD).
أسس الاتحاد الإفريقي في 9 يوليو، 2002 في قمة مدينة ديربان في جنوب إفريقيا، وكان أول رئيس للجمعية العامة للاتحاد الإفريقي هو الجنوب إفريقي ثابو مبيكي. أما الدورة الثانية، فقد أقيمت في مابوتو في عام 2003، واستضافت أديس أبابا الدورة الثالثة في 6 يوليو، 2004.

## رموز

علم الاتحاد الإفريقي الجديد

اختارت مفوضية الاتحاد الإفريقي علماً جديداً للاتحاد الإفريقي بعد مسابقة قدم فيها 106 تصميماً للعلم، شارك في اختيار التصميم مجموعة من الخبراء من الخمس مناطق جغرافيا الإفريقية. يمثل اللون الأخضر، كما في العلم السابق، الأمل الإفريقي، يتوسط العلم خريطة القارة من دون حدوداً داخلية، تشع منها 53 نجمة ذهبية تمثل عدد أعضاء الاتحاد.
وقد اعتمد الاتحاد الإفريقي نشيداً وطنيا باسم، "هيا نتحد ونحتفل سويا".

## قائمة رؤساء الاتحاد
| الاسم                 | بداية فترة الرئاسة | نهاية فترة الرئاسة | الدولة                      |
| --------------------- | ------------------ | ------------------ | --------------------------- |
| ثابو مبيكي            | 9 يوليو 2002       | 10 يوليو 2003      | جنوب إفريقيا                |
| جواكيم شيسانو         | 10 يوليو 2003      | 6 يوليو 2004       | موزمبيق                     |
| أولوسيجون أوباسانجو   | 6 يوليو 2004       | 24 يناير 2006      | نيجيريا                     |
| دنيس ساسو نغيسو       | 24 يناير 2006      | 24 يناير 2007      | الكونغو                     |
| جون كوفي اجيكوم كوفور | 30 يناير 2007      | 31 يناير 2008      | غانا                        |
| جاكايا كيكويتي        | 31 يناير 2008      | 2 فبراير 2009      | تانزانيا                    |
| معمر القذافي          | 2 فبراير 2009      | 31 يناير 2010      | ليبيا                       |
| بينغو وموثاريكا       | 31 يناير 2010      | 31 يناير 2011      | مالاوي                      |
| تيودورو أوبيانغ       | 31 يناير 2011      | 28 يناير 2012      | غينيا الاستوائية            |
| يايي بوني             | 29 يناير 2012      | 27 يناير 2013      | بنين                        |
| هايله مريم ديساليغنه  | 27 يناير 2013      | 30 يناير 2014      | إثيوبيا                     |
| محمد ولد عبد العزيز   | 30 يناير 2014      | 10 مارس 2015       | موريتانيا                   |
| روبرت موغابي          | 30 يناير 2015      | 30 يناير 2016      | زيمبابوي                    |
| إدريس ديبي إتنو       | 30 يناير 2016      | 30 يناير 2017      | تشاد                        |
| ألفا كوندي            | 30 يناير 2017      | 28 يناير 2018      | غينيا                       |
| بول كاغامه            | 28 يناير 2018      | 10 فبراير 2019     | رواندا                      |
| عبد الفتاح السيسي     | 10 فبراير 2019     | 10 فبراير 2020     | مصر                         |
| سيريل رامافوزا        | 10 فبراير 2020     | 10 فبراير 2021     | جنوب إفريقيا                |
| فيليكس تشيسيكيدي      | 10 فبراير 2021     | 10 فبراير 2022     | جمهورية الكونغو الديمقراطية |
| ماكي سال              | 10 فبراير 2022     | الحالي             | السنغال                     |

## أنظر أيضا
| - منظمة الوحدة الإفريقية - علم الاتحاد الإفريقي - حركة عدم الانحياز - الولايات المتحدة الإفريقية |  | - اتحادات قارية - اتحاد آسيا الوسطى - الاتحاد الأمريكي الشمالي - الاتحاد الأوروبي |

## وصلات خارجية
- الاتحاد الإفريقي على مشروع الدليل المفتوح